# 第三紀ハンマー
第三紀ハンマー（だいさんきハンマー、英語: tertiary hammer）は、第三紀の地層（第三系）の地質調査で使用される山鍬である。バチツルの形をしている。ただし岩石ハンマーと異なり槌はない。
第三系は軟岩であるため、岩石ハンマーを使うには柔らかいが、ねじり鎌を使用するには固すぎる。このため、第三系の地質調査の器具として第三紀ハンマーが利用されてきた。
第三紀ハンマーの主要例として、魚沼ハンマーと房総ハンマーが挙げられる。

## 魚沼ハンマー
魚沼ハンマーは、1970年頃に魚沼団体研究グループの構成員が発案し、魚沼団体研究グループほかで地質調査に使用してきた山鍬である。魚沼ハンマーは日本各地で地質調査に利用され、野尻湖の発掘はその一例である。
軽いこと、柄とハンマーヘッドが分解可能なことから、持ち運びやすい。また、岩石ハンマーよりも柄が長いため、強い力で岩石を叩いたり、藪こぎをしたりすることができる。その他、山地斜面での移動の補助具としても使用できる。

## 房総ハンマー
房総ハンマーは房総半島の地質調査のために発案された山鍬である。1960年頃から試作が行われ、油田での調査などで使用されたとされる。その後、1970年代前半にピッケルを参考にして製造された。